# Disolución del Sacro Imperio Romano Germánico
La disolución del Sacro Imperio Romano Germánico ocurrió de facto el 6 de agosto de 1806, cuando el último emperador del Sacro Imperio Romano Germánico, Francisco II de la Casa de Habsburgo-Lorena, abdicó de su título y liberó a todos los estados y funcionarios imperiales de sus juramentos y obligaciones con el imperio. Desde la Edad Media, los europeos occidentales habían reconocido al Sacro Imperio Romano como la continuación legítima del antiguo Imperio romano debido a que sus emperadores habían sido proclamados como emperadores romanos por el papado. A través de este legado romano, los emperadores del Sacro Imperio Romano afirmaron ser monarcas universales cuya jurisdicción se extendía más allá de las fronteras formales de su imperio a toda la Europa cristiana y más allá. La decadencia del Sacro Imperio Romano Germánico fue un proceso largo y prolongado que duró siglos. La formación de los primeros Estados soberanos modernos en los siglos XVI y XVII, que trajo consigo la idea de que la jurisdicción correspondía al territorio real gobernado, amenazó la naturaleza universal del Sacro Imperio Romano Germánico.
El Sacro Imperio Romano Germánico en la época del siglo XVIII era ampliamente considerado por los contemporáneos, tanto dentro como fuera del imperio, como una monarquía altamente "rara", "irregular" y "enferma", con una forma de gobierno "inusual". El imperio carecía tanto de un ejército central permanente como de una tesorería central y sus monarcas, formalmente electivos en lugar de hereditarios, no podían ejercer un control central efectivo. Incluso entonces, la mayoría de los contemporáneos creían que el imperio podría revivirse y restaurarse a la gloria. El Sacro Imperio Romano finalmente comenzó su verdadero declive terminal durante y después de su entrada en las guerras revolucionarias francesas y las guerras napoleónicas.
Aunque el imperio se defendió bastante bien al principio, la guerra con Francia y Napoleón resultó catastrófica. En 1804, Napoleón se autoproclamó emperador de los franceses, a lo que Francisco II respondió proclamándose emperador de Austria, además de ser ya emperador del Sacro Imperio Romano Germánico, un intento de mantener la paridad entre Francia y Austria y al mismo tiempo ilustrar que El título del Sacro Imperio Romano los superó a ambos. La derrota de Austria en la batalla de Austerlitz en 1805 y la secesión de un gran número de vasallos alemanes de Francisco II en julio de 1806 para formar la Confederación del Rin, un Estado satélite francés, significó efectivamente el fin del Sacro Imperio Romano Germánico. La abdicación en agosto de 1806, combinada con la disolución de toda la jerarquía imperial y sus instituciones, se consideró necesaria para evitar la posibilidad de que Napoleón se proclamara emperador del Sacro Imperio Romano Germánico, algo que habría reducido a Francisco II a vasallo de Napoleón.
Las reacciones a la disolución del imperio variaron desde la indiferencia hasta la desesperación. La población de Viena, capital de la monarquía de los Habsburgo, estaba horrorizada por la pérdida del imperio. Muchos de los antiguos súbditos de Francisco II cuestionaron la legalidad de sus acciones; aunque se acordó que su abdicación era perfectamente legal, se consideraba que la disolución del imperio y la liberación de todos sus vasallos estaban más allá de la autoridad del emperador. Como tal, muchos de los príncipes y súbditos del imperio se negaron a aceptar que el imperio se había ido, y algunos plebeyos llegaron a creer que la noticia de su disolución era un complot de sus autoridades locales. En Alemania, la disolución se comparó ampliamente con la antigua y semi legendaria historia de la caída de Troya y algunos asociaron el final de lo que percibían como el Imperio romano con el fin de los tiempos.[cita requerida]

## Fondo

### Ideología del Sacro Imperio Romano Germánico

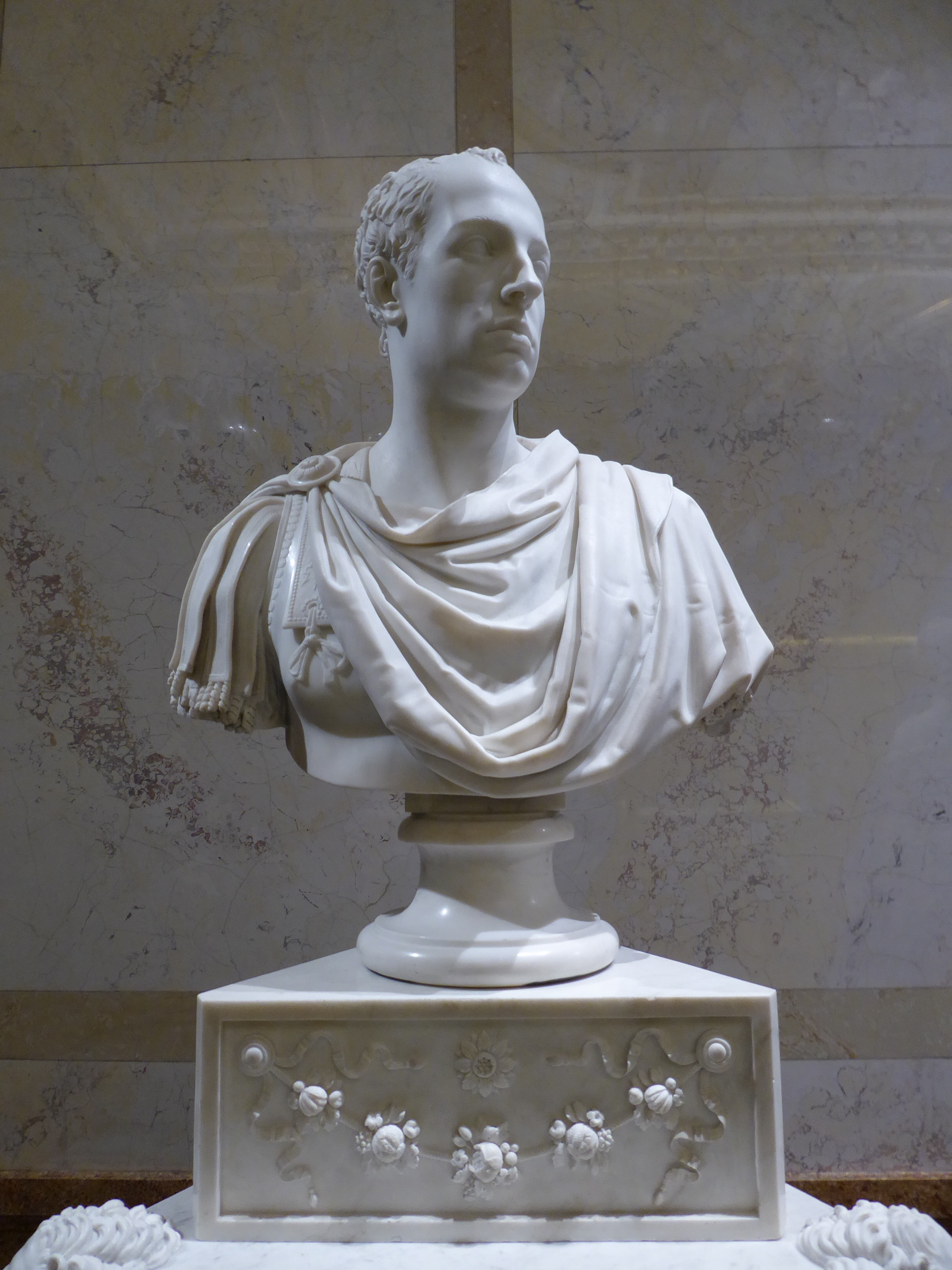
Busto de mármol del último emperador del Sacro Imperio Romano Germánico, Francisco II, en un estilo inspirado en los antiguos bustos de mármol romanos

La característica definitoria del Sacro Imperio Romano fue la idea de que el Emperador del Sacro Imperio Romano representaba al monarca líder en Europa y que su imperio era la única continuación verdadera del Imperio romano de la Antigüedad, a través de la proclamación de los papas en Roma. Sus emperadores creían firmemente que eran los únicos emperadores genuinos en Europa y, aunque habían reconocido formalmente a los gobernantes del Imperio ruso como emperadores en 1606 y a los sultanes del Imperio otomano como emperadores en 1721, estos reconocimientos estaban condicionados al hecho de que el Emperador del Sacro Imperio Romano Germánico fue siempre preeminente. La preeminencia del emperador fue una expresión de la idea de que el Sacro Imperio Romano Germánico, teóricamente, se extendía sobre todos los cristianos de manera universal. Debido a que el imperio en ningún momento gobernó sobre toda la Europa cristiana, esta idea fue siempre un ideal más que una realidad. La autoridad imperial no descansaba en las propias tierras de la corona del emperador (aunque hubo grandes tierras de la corona en los siglos XVIII y XIX) sino en el papel del emperador como el gobernante secular más alto del mundo y un campeón y defensor de la iglesia. La falta de una capital definida y tierras consistentes reforzó la idea de que el título imperial era universal, ya que no estaba necesariamente asociado con un área determinada.
A lo largo de su larga existencia, el Sacro Imperio Romano Germánico fue un elemento central en las relaciones internacionales en Europa, no solo porque el propio imperio era a menudo uno de los más poderosos del continente, sino también por el propio emperador. Debido a que los emperadores del Sacro Imperio Romano Germánico eran los herederos reconocidos internacionalmente de los antiguos emperadores romanos y los principales gobernantes cristianos, reclamaron (y a menudo se les concedió) precedencia sobre otros monarcas.
Aunque los emperadores habían sido titulados formalmente como "emperador romano electo" desde 1508, cuando el emperador Maximiliano I tomó el título sin la necesidad de una coronación papal, el carácter universalista del imperio se mantuvo a través de la autoridad feudal del emperador que se extendía más allá de las instituciones que se había desarrollado dentro de las fronteras imperiales formales. Los territorios imperiales en poder de gobernantes de otros reinos siguieron siendo vasallos imperiales. Por ejemplo, los reyes de Suecia y Dinamarca aceptaron el vasallaje con respecto a sus tierras alemanas hasta 1806, cuando estas tierras se incorporaron formalmente a sus reinos. La Reforma del siglo XVI hizo que la gestión del imperio fuera más difícil y cuestionó su papel como "santo". A pesar de que el protestantismo fueron tolerados desde 1555 y 1648 en adelante, respectivamente, el catolicismo siguió siendo la única fe reconocida. Incluso entonces, la Iglesia Imperial disminuyó a partir del siglo XVI, solo Mainz sobrevivió como territorio eclesiástico en 1803. La naturaleza "santa" del imperio se volvió aún más cuestionable cuando la posibilidad de una paz permanente con el Imperio otomano, ampliamente visto como los enemigos mortales de la Europa cristiana, fue aceptada a través de la Paz de Karlowitz de 1699.
Tanto el papado como el Sacro Imperio Romano continuaron reclamando sus derechos tradicionales de jurisdicción universal en el período moderno temprano, que era su derecho a ejercer jurisdicción en todo el mundo, incluso si no tenían control de facto sobre territorios particulares. Conjuntamente con el papado, el Sacro Imperio Romano representaba el centro reconocido del mundo cristiano y uno de los pilares sobre los que descansaba. Siempre fue su influencia y su lugar en el orden mundial reconocido lo que le dio al Sacro Imperio Romano Germánico su verdadero poder, en lugar de la extensión real de sus dominios territoriales. El gobierno dual de papa y emperador terminó efectivamente en la Paz de Westfalia al final de la Guerra de los Treinta Años en 1648, en la que el imperio fue separado del papado para siempre. El papado no jugó ningún papel en las negociaciones y, a los ojos del papa Inocencio X, la paz destruyó la conexión entre el papa y el emperador que había mantenido unida a Europa desde hace ocho siglos antes. Donde las disputas internacionales entre los gobernantes de Europa habían sido previamente resueltas y mediadas por el papa y  el emperador, el siglo XVII vio el verdadero surgimiento del sistema moderno de relaciones internacionales y diplomacia.
Una de las mayores amenazas a la jurisdicción universal tradicional otorgada al Emperador del Sacro Imperio Romano Germánico y al Papa en todo el mundo cristiano fue el surgimiento de estados territoriales soberanos modernos en los siglos XVI y XVII, lo que significó el surgimiento de la idea de que la jurisdicción era lo mismo que el control directo del territorio. Para los gobernantes de los estados territoriales, tanto el papado como el Sacro Imperio Romano representaban "antagonistas universales", afirmando que la jurisdicción sobre todo el mundo era de ellos por derecho a través de su conexión con la Antigua Roma y su papel como representantes terrenales de Jesucristo. reyes que reclamaron su propia soberanía libre del imperio lo hicieron en el papel de un rex en regno suo, un gobernante que podía ejercer los poderes legales de un emperador (como monarca absoluto) dentro de las fronteras de su propio territorio debido a los emperadores no habiendo protegido a su pueblo de enemigos extranjeros. Emperadores ambiciosos, como Carlos V (r. 1519-1556) y Fernando II (r. 1619-1637), que buscaba combinar la jurisdicción universal con el gobierno temporal universal real y la autoridad imperial universal, representó una amenaza para la existencia continuada de los países de Europa. Carlos V  fue el último emperador del Sacro Imperio Romano Germánico en ser coronado por un papa y, como tal, el último en ser proclamado formalmente protector de la Iglesia, un papel que muchos de sus sucesores ignoraron.

### El Sacro Imperio Romano Germánico en elsigloXVIII

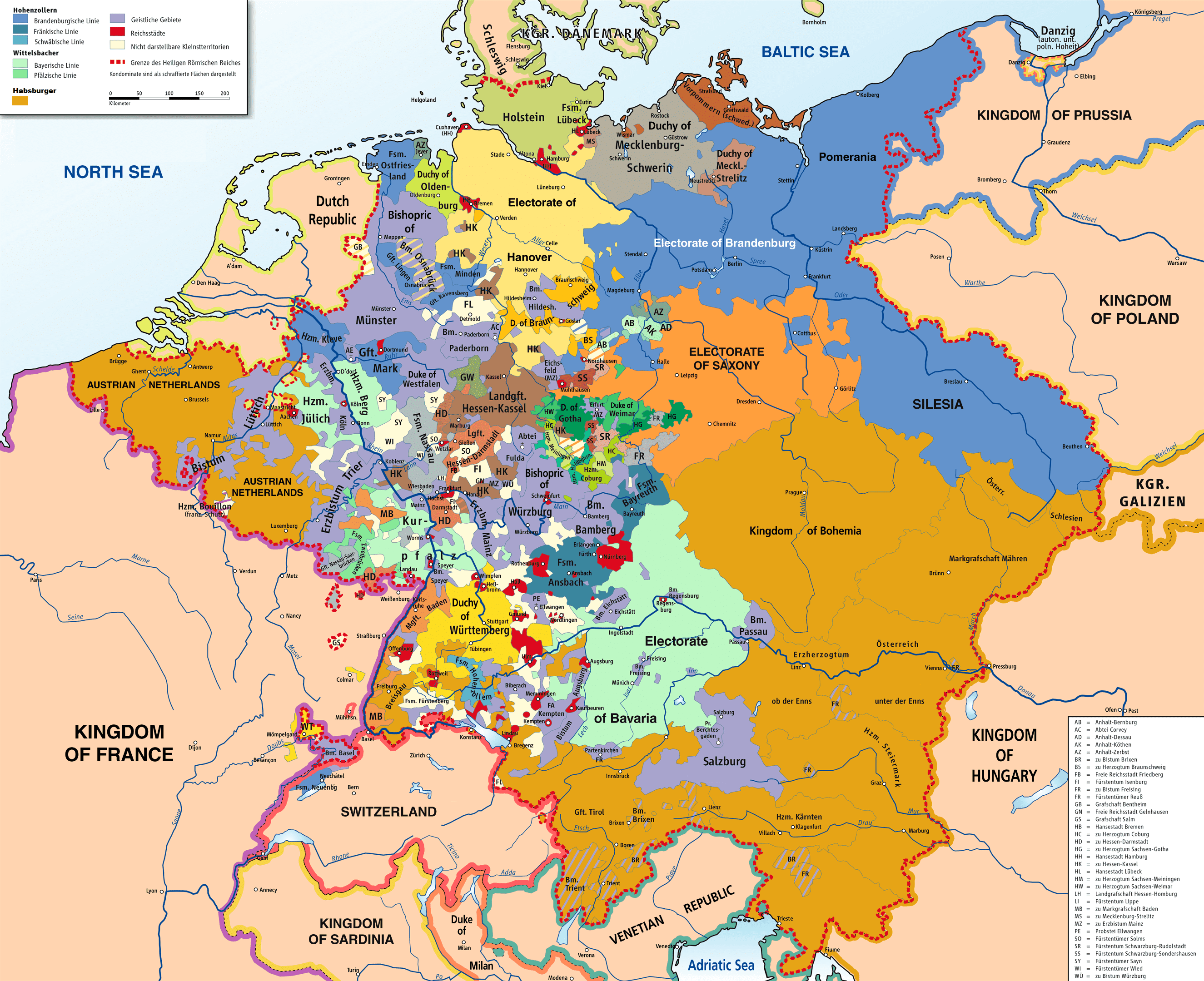
El Sacro Imperio Romano Germánico y sus subdivisiones internas y vasallos en 1789

En el siglo XVIII,las opiniones contemporáneas del Sacro Imperio Romano estaban lejos de ser universalmente positivas. Había una idea generalizada de que el imperio estaba "enfermo" de alguna manera, por ejemplo, el librero y editor Johann Heinrich Zedler menciona las "enfermedades estatales del Sacro Imperio Romano Germánico" en su Grosses Universal-Lexicon de 1745. Esta visión se remonta al menos a la Paz de Westfalia, donde el imperio se definió explícitamente como contrario a un estado nación.
El historiador del siglo XVII Samuel von Pufendorf describió el imperio como teniendo una "forma inusual de gobierno" y se burló de él como una "monstruosidad", que carece de lo que se requiere para un estado efectivo y funcional. La falta de un ejército permanente, una tesorería central, un débil control central ejercido por un monarca que era electivo y no hereditario contribuyeron a la idea de que no había un estado alemán unificado. En opinión de sus contemporáneos, el imperio había retrocedido de una monarquía "regular" a una muy irregular. El imperio se conservó principalmente a través de un sistema de auto equilibrio que involucraba no solo a los propios vasallos imperiales, sino también a estados de toda Europa. Ya en el siglo XVIII, los gobernantes  de todo el continente habían reflexionado sobre que un estado alemán unitario podría convertirse en la mayor potencia de Europa y que prácticamente todos tenían interés en mantener la Europa central "blanda".
Aunque algunos románticos y nacionalistas alemanes argumentaron que el imperio tenía que morir para que Alemania renaciera, un gran número de súbditos imperiales no habían perdido la esperanza de que el imperio "enfermo" pudiera curarse y/o revivirse. Los primeros años del siglo XIX vieron extensas reorganizaciones y cambios en el poder dentro del imperio, con la Paz de Lunéville con Francia de 1801 que significó el fin de la jurisdicción imperial en los Países Bajos e Italia, y el surgimiento de poderosos estados alemanes en el norte. como los reyes de Prusia, provocando la consolidación de muchos vasallos y feudos imperiales previamente separados en manos de unos pocos gobernantes. La jerarquía política del imperio se rompió, pero para los contemporáneos no era obvio que esto conduciría a la caída del imperio, la opinión general era que representaba un nuevo comienzo en lugar de los últimos pasos hacia un final. Además, muchos publicistas dentro del imperio no veían su naturaleza como una monarquía "irregular" como algo negativo y no estaban preocupados por formar un nuevo orden político o social, sino que buscaban aumentar las estructuras ya presentes para crear un futuro mejor. La Paz de Westfalia había designado explícitamente que el imperio debía permanecer no alineado y pasivo y que debía trabajar para mantener la paz en Europa, un arreglo aprobado por la mayoría de sus habitantes.
A lo largo del siglo XVIII, los gobernantes del Sacro Imperio Romano Germánico, la dinastía de los Habsburgo, habían descuidado un poco su papel imperial. Aunque el emperador Leopoldo I (r. 1658-1705) había trabajado para fortalecer el imperio y promover sus intereses, entre otras cosas siguiendo una política cultural muy apreciada y luchando con éxito contra los otomanos, sus hijos y sucesores Jose I (r . 1705-1711) y Carlos VI (r. 1711-1740) dedicaron más esfuerzos a los intereses dinásticos de su propia dinastía que a los intereses del imperio en general. En 1705, los deberes y responsabilidades diplomáticos fueron transferidos a la Cancillería de la Corte en Viena desde la Cancillería Imperial. A la muerte de Carlos VI, su hija María Teresa heredó la mayoría de sus títulos, pero pensó poco en el Sacro Imperio Romano Germánico, negándose a ser coronada emperatriz y refiriéndose a una posible coronación como un "Kasperltheater" (espectáculo de títeres Punch y Judy). Cuando, en cambio, se otorgó el título imperial a su esposo, el emperador Francisco I (r. 1745-1765), estalló en carcajadas cuando lo vio con su túnica de coronación imperial. El hijo y sucesor de María Teresa y Francisco I, José II (r. 1765-1790), fue aún más radical en su desprecio por el imperio. En 1778, José II pensó en abdicar del título imperial y cuando en 1784 esperaba cambiar sus tierras en Bélgica, los Países Bajos austríacos, por el Electorado de Baviera, consideró renunciar al título imperial y otorgárselo al elector de Baviera, Carlos Teodoro, como parte del trato. El imperio no estaba necesariamente condenado por el desinterés de los Habsburgo; en tiempos en que los emperadores ignoraban al gran imperio, los vasallos imperiales más ricos y poderosos solían tomar medidas para fortalecer la unidad alemana entre los príncipes imperiales.
A pesar de la idea generalizada de que el Sacro Imperio Romano Germánico estaba "enfermo", el imperio no estaba en decadencia terminal antes de su participación en las guerras revolucionarias francesas desde la década de 1790 en adelante. En el siglo XVIII, las instituciones imperiales vivían algo parecido a un renacimiento. El imperio representaba la mejor y más segura garantía para los derechos de los estados y territorios más pequeños en una época en la que Europa comenzaba a estar dominada por poderosos estados nacionales imperiales. Debido a la debilidad del gobierno central, los territorios constituyentes del imperio podían influir en su propio destino, el Reichstag central decidió la política y la legislación y permitió que el imperio coordinara su respuesta a la amenaza representada por Francia y las dos cortes supremas separadas y el gobierno imperial. Los círculos representaban lugares exitosos para resolver conflictos interimperiales. El Reichstag también funcionaba como un lugar donde los príncipes imperiales más débiles podían trabajar para convencer a sus homólogos más poderosos de permanecer en paz.

## Guerras con Francia y Napoleón

### Esfuerzo de guerra austriaco y respuestas

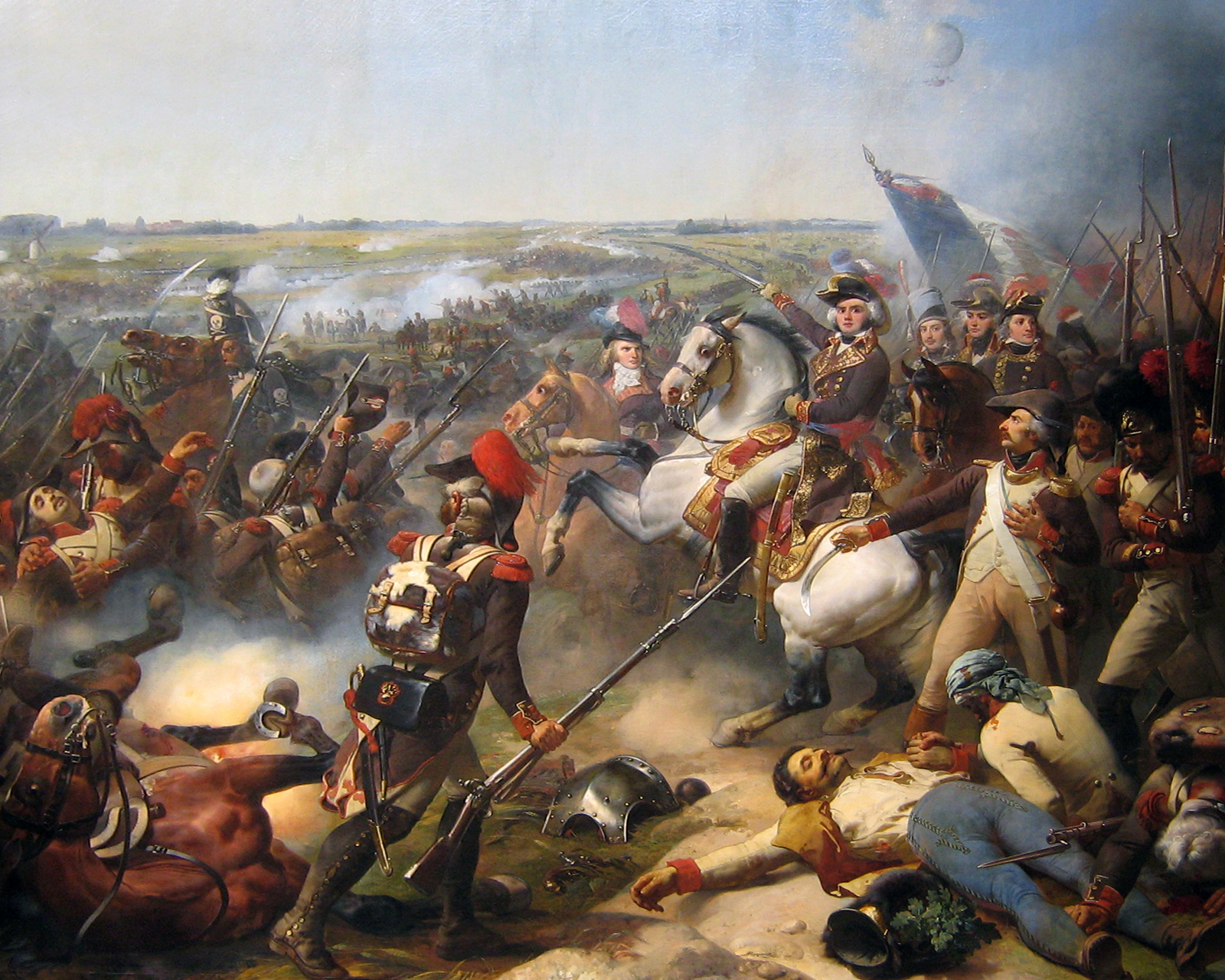
Batalla de Fleurus por Jean-Baptiste Mauzaisse (1837)

Aunque las fuerzas de la Primera República francesa invadieron y ocuparon los Países Bajos en 1792, el Sacro Imperio Romano Germánico se defendía bastante bien hasta que Prusia abandonó el esfuerzo bélico para centrar su atención en sus territorios polacos (supervisando la segunda y tercera partición de Polonia). llevándose consigo los recursos y la fuerza militar del norte de Alemania. A pesar de las crecientes dificultades del imperio frente a las guerras con Francia, no hubo disturbios populares a gran escala dentro de sus fronteras. En cambio, la explicación del fin del Sacro Imperio Romano Germánico se encuentra en el ámbito de la alta política. La derrota del imperio en las guerras revolucionarias fue el paso más decisivo en el debilitamiento gradual del imperio. El conflicto entre Francia y el Sacro Imperio Romano Germánico había comenzado cuando los franceses declararon la guerra al recién coronado emperador Francisco II de la dinastía Habsburgo solo en su calidad de rey húngaro . El hecho de que gran parte del imperio en general (incluidas figuras influyentes como el rey de Prusia y el arzobispo elector de Mainz ), aunque  no quisiera, se uniera al conflicto del lado de los Habsburgo demuestra que los ideales imperiales todavía estaban vivos a fines del siglo XVIII.
El punto clave en el que cambiaron las fortunas fue el abandono del esfuerzo bélico por parte de Prusia. Prusia había sido el único verdadero contrapeso a la influencia de Austria en las instituciones del imperio. Aunque las partes occidentales de Prusia, como Brandeburgo, siguieron siendo partes formales del Sacro Imperio Romano Germánico y los prusianos continuaron estando representados en el Reichstag, Prusia dejó de competir por la influencia en los asuntos imperiales. Austria se mantuvo sola como protectora de los estados en el sur de Alemania, muchos de los cuales comenzaron a considerar hacer sus propias paces por separado con Francia. Cuando los austriacos se enteraron de que Württemberg y Baden habían iniciado negociaciones formales con Francia, los ejércitos enviados por estos dos estados fueron disueltos y desarmados en 1796, lo que provocó resentimiento contra el emperador y, combinado con pérdidas para Francia, sugiriendo que el emperador de la casa de Habsburgo ya no estaba capaz de proteger a sus vasallos tradicionales en Alemania.
A raíz de las guerras con Francia, hubo una reorganización sustancial del territorio imperial, la llamada Reichsdeputationshauptschluss, apoyada por Prusia, con la Monarquía de Habsburgo queriendo compensar a los príncipes que habían perdido territorio en las guerras francesas y efectivizar el imperio actual estructura semi feudal. Aunque hubo grandes cambios territoriales, en particular la abolición casi completa de cualquier territorio de la iglesia y ganancias territoriales significativas para Baviera, Baden, Württemberg, Hesse Darmstadt y Nassau, los cambios más importantes se produjeron en el colegio electoral del imperio. Salzburgo se agregó como cuarto elector católico, mientras que Württemberg, Baden y Hesse-Kassel se convirtieron en el cuarto, quinto y sexto electores protestantes, lo que dio a los protestantes una mayoría por primera vez en la historia y planteó dudas sobre si el emperador Francisco II podría trabajar. junto con su Reichstag. Aunque el régimen austríaco dedicó mucho tiempo y recursos a intentar que el nuevo arreglo funcionara, el veredicto general en ese momento fue que la reorganización esencialmente había matado al imperio.

### Reacción a la coronación imperial de Napoleón

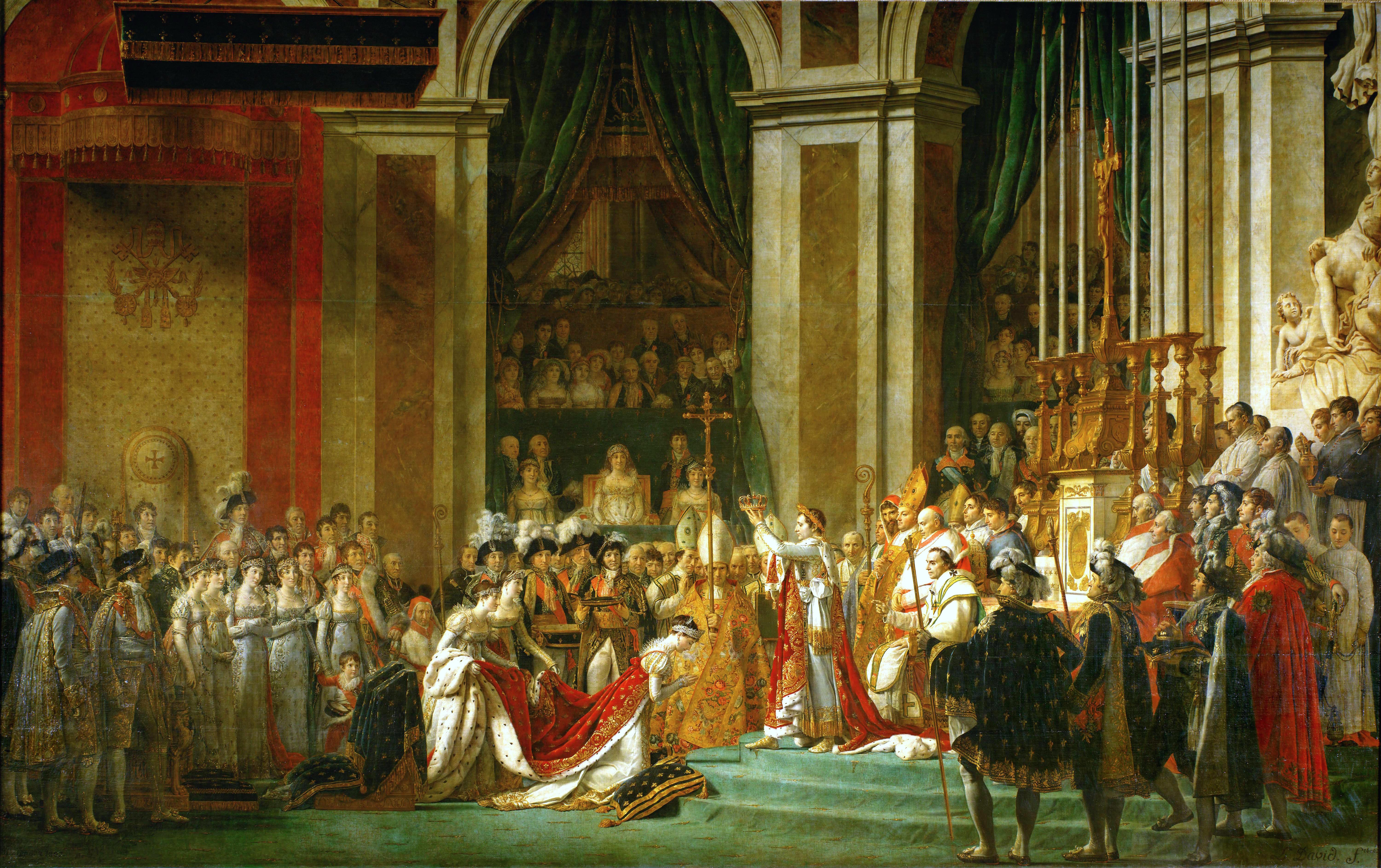
La coronación de Napoleón por Jacques-Louis David (1807)

El jefe de la república francesa, Napoleón, asumió el título de "emperador de los franceses" en 1804. Entre otros, una de las figuras importantes que asistieron a la coronación fue el Papa Pío VII, probablemente temiendo que Napoleón planeara conquistar los Estados Pontificios. Pío VII era consciente de que Napoleón vinculaba simbólicamente su coronación imperial con la coronación imperial de Carlomagno y probablemente habría captado la similitud entre el título de Napoleón y el de emperador de los romanos, el título utilizado por Francisco II y todos los emperadores del Sacro Imperio Romano Germánico antes que él. A través de su presencia en la ceremonia, Pío VII aprobó simbólicamente la transferencia del poder imperial (translatio imperii) de los romanos a los franceses.
La coronación de Napoleón recibió una reacción mixta en el Sacro Imperio Romano Germánico. Aunque el regreso a la monarquía en Francia fue bienvenido (aunque desafortunado en la medida en que el monarca era Napoleón), el título imperial (en lugar de uno real) no lo fue. En el imperio, el título de Napoleón generó temores de que pudiera inspirar al emperador ruso a insistir en que era igual al emperador del Sacro Imperio Romano Germánico y podría alentar a otros monarcas, como Jorge III del Reino Unido, a proclamarse también emperadores. Las relaciones entre los Habsburgo y Jorge III fueron complicadas; En diplomacia, la corte de Viena se había negado durante muchos años a referirse al rey británico como "Su Majestad", ya que sólo era un rey, no un emperador. El diplomático de Habsburgo Ludwig von Cobenzl, temiendo las consecuencias de la coronación de Napoleón, es citado por haber advertido al emperador del Sacro Imperio Romano Germánico Francisco II que "'como emperador romano, Su Majestad ha disfrutado hasta ahora de precedencia por delante de todos los potentados europeos, incluido el emperador ruso".
Aunque el título de emperador de Napoleón fue visto con disgusto, los funcionarios austriacos se dieron cuenta de inmediato de que si se negaban a aceptarlo como emperador, se reanudaría la guerra con Francia.  En cambio, la atención se centró en cómo aceptar a Napoleón como emperador sin dejar de mantener la preeminencia de su propio emperador e imperio. Francia había aceptado oficialmente la paridad con Austria como un estado distinto en 1757, 1797 y 1801 y en los mismos asentamientos aceptó que el Sacro Imperio Romano Germánico superaba tanto a Austria como a Francia. Por lo tanto, se decidió que Austria se elevaría al rango de un imperio para mantener la paridad entre Austria y Francia mientras se conservaba el título imperial romano como preeminente, superando a ambos.

### Imperio de Austria

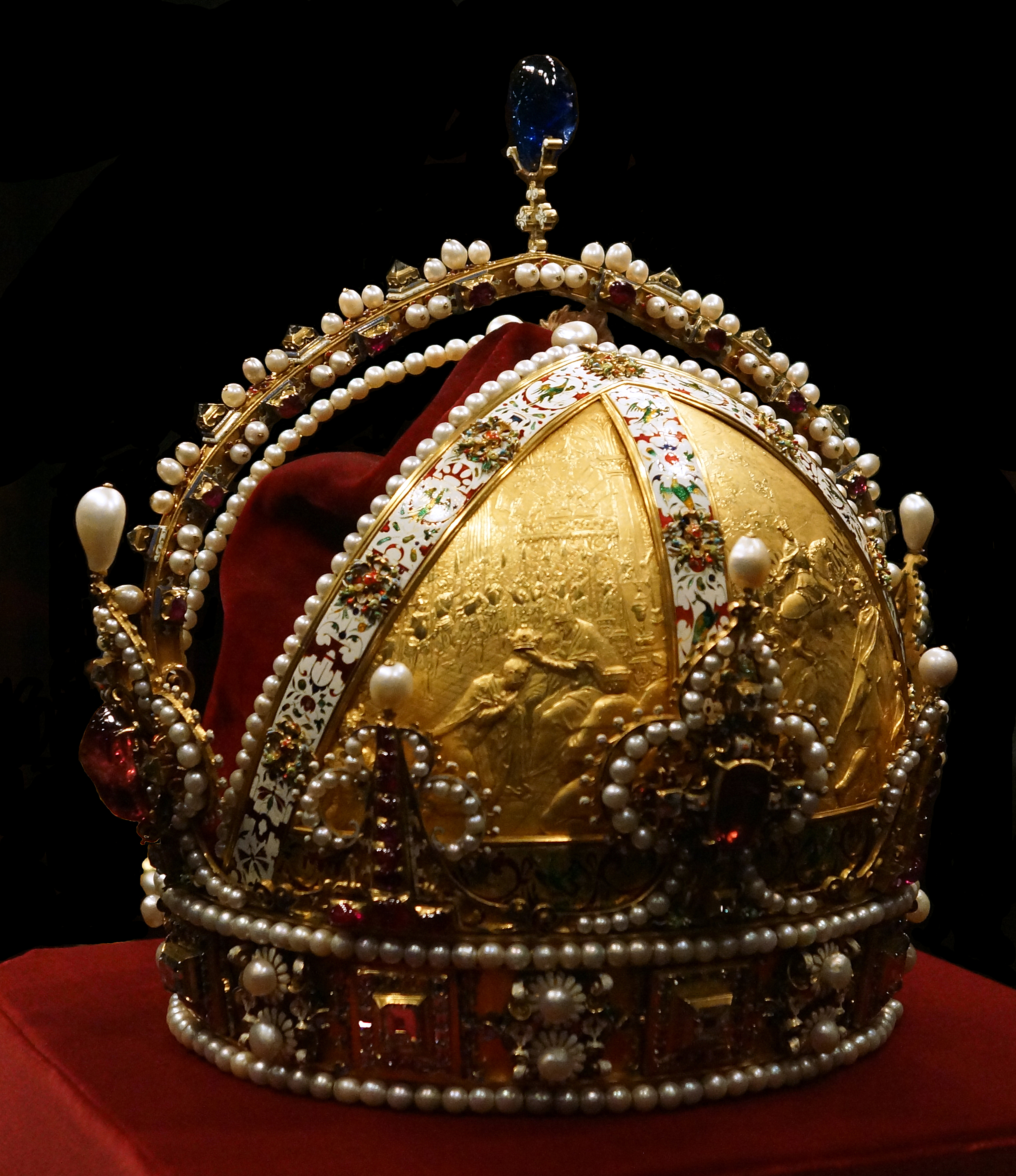
La Corona Imperial de Austria, utilizada hasta el final de la Monarquía de los Habsburgo en Austria y originalmente hecha para Rodolfo II, Emperador del Sacro Imperio Romano Germánico.

Francisco II se proclamó emperador de Austria (sin necesidad de una nueva coronación, ya que ya había tenido una coronación imperial) el 11 de agosto de 1804, además de ser ya emperador del Sacro Imperio Romano Germánico. Cobenzl advirtió que un título austriaco hereditario separado también permitiría a los Habsburgo mantener la paridad con otros gobernantes (ya que Cobenzl consideraba que el título del Sacro Imperio Romano era honorífico) y garantizaría elecciones para el puesto de Emperador del Sacro Imperio Romano Germánico en el futuro. Se utilizaron una miríada de razones para justificar la creación del Imperio Austriaco, incluido el número de súbditos bajo la Monarquía de los Habsburgo, la gran extensión de las tierras de su corona y la larga asociación entre la casa de Habsburgo y el título imperial electivo del Sacro Imperio Romano. Otro punto importante utilizado para justificar su creación fue que Francisco era, en el sentido tradicional, el supremo monarca cristiano y, por lo tanto, tenía derecho a premiarse con las dignidades que quisiera. El título "emperador de Austria" estaba destinado a asociarse con todos los dominios personales de Francisco II (no solo Austria, sino también tierras como Bohemia y Hungría), independientemente de su posición actual dentro o fuera del Sacro Imperio Romano. "Austria" en este sentido se refería a la dinastía (a menudo llamada oficialmente "Casa de Austria" en lugar de "Casa de Habsburgo"), no a la ubicación geográfica.
El título de Emperador del Sacro Imperio Romano Germánico siguió siendo preeminente tanto para el "Emperador de los franceses" como para el "Emperador de Austria", ya que encarnaba el ideal tradicional del imperio cristiano universal. Ni el título austríaco ni el francés pretendían gobernar este imperio universal y, por lo tanto, no perturbaron el orden mundial tradicional y establecido. Los títulos imperiales de Austria y Francia fueron vistos como títulos más o menos reales (eran hereditarios) y en la mente de los austriacos, todavía quedaba un solo imperio verdadero y un verdadero emperador en Europa. Para ilustrar esto, el título imperial oficial de Francisco II decía "emperador romano elegido, siempre Augusto, emperador hereditario de Austria", colocando el título austriaco detrás del título romano.
Aunque Napoleón se mostró reacio a vincular su propio título imperial a cualquier concesión, necesitaba el reconocimiento de Austria para asegurar un reconocimiento más amplio y, por lo tanto, acordó reconocer el nuevo título de Francisco II. Antes de su propia coronación, envió una carta personal de felicitación a Francisco. Jorge III del Reino Unido reconoció el nuevo título en octubre y, aunque el emperador ruso Alejandro I se opuso a que Francisco "se rebajara al nivel del usurpador Napoleón", reconoció el título en el mes de noviembre. Las únicas objeciones significativas al título de Francisco II fueron planteadas por Suecia, que al tener la Pomerania sueca, un estado imperial, tenía un lugar en el Reichstag. Los suecos vieron el título como una "clara violación" de la constitución imperial y, invocando su prerrogativa como garante de la constitución imperial, exigieron un debate formal en el Reichstag, una amenaza que fue neutralizada por los otros partidos del Reichstag accediendo a un receso de verano prolongado hasta noviembre. Para defender el título, los representantes imperiales argumentaron que no infringía la constitución imperial ya que ya había otros ejemplos de monarquías duales dentro del imperio, estados como Prusia y Suecia no eran parte del imperio, pero sus posesiones dentro el imperio lo eran.

### Paz de Pressburg

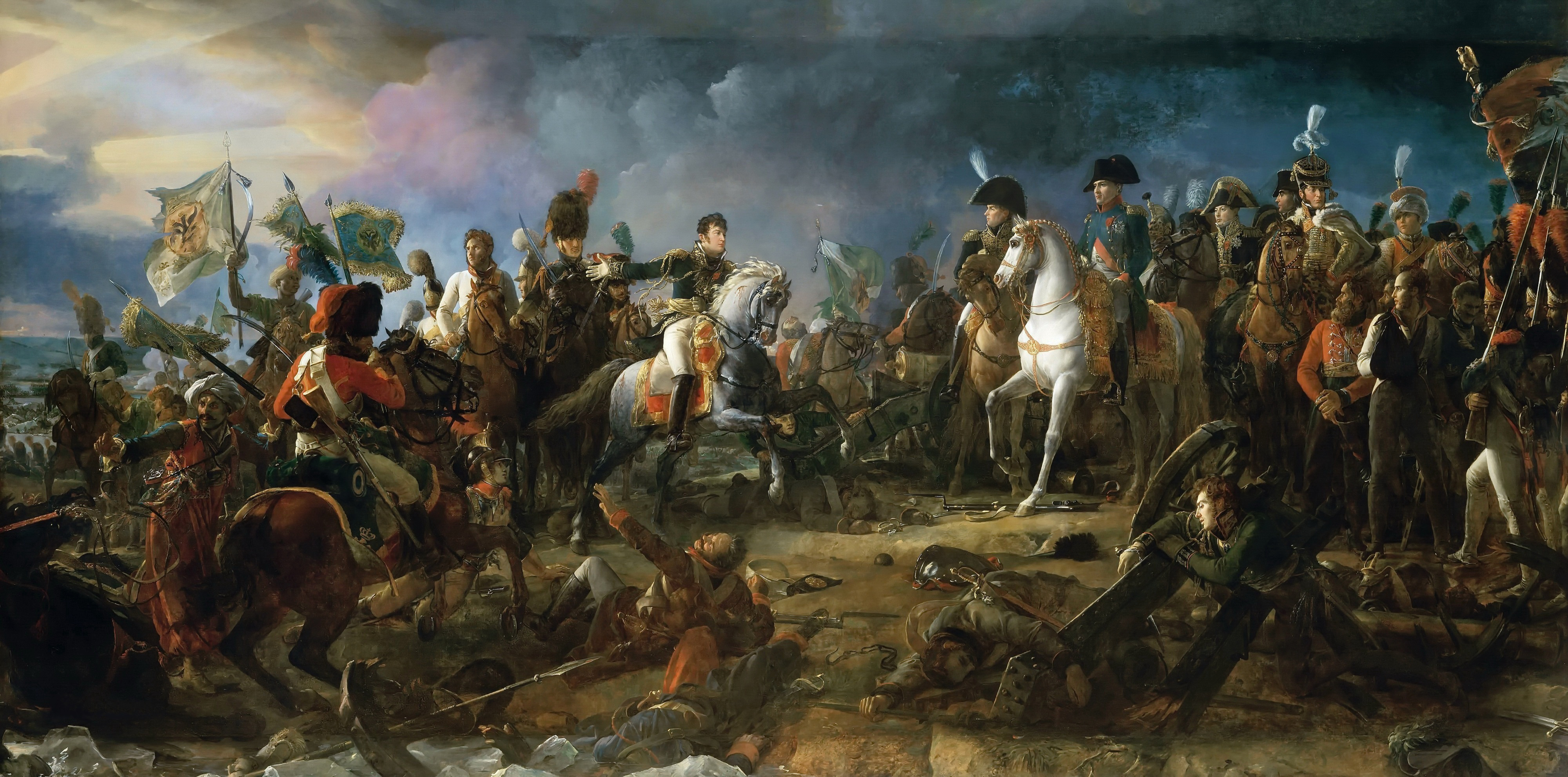
Napoleón en la batalla de Austerlitz por François Gérard (1810)

La Guerra de la Tercera Coalición llegó demasiado pronto para Austria, que se movió contra Francia en septiembre de 1805. Derrotada en la batalla de Austerlitz el 2 de diciembre de 1805, Austria tuvo que aceptar los términos dictados por Napoleón en el Tratado de Presburgo. Estos crearon ambigüedades deliberadas en la constitución imperial. A Baviera, Baden y Württemberg se les concedió la plénitude de la souveraineté (soberanía total) sin dejar de ser parte de la Conféderation Germanique (Confederación Germánica), un nombre novedoso para el Sacro Imperio Romano Germánico. Asimismo, no quedó deliberadamente claro si el Ducado de Cleves, el Gran Ducado de Berg y el Condado de La Marck —territorios imperiales transferidos a Joachim Murat— seguirían siendo feudos imperiales o pasarían a formar parte del Imperio francés. En marzo de 1806, Napoleón no estaba seguro de si debían permanecer nominalmente dentro del Imperio.
Los Caballeros Imperiales Libres, que habían sobrevivido al ataque a sus derechos en la Rittersturm de 1803–04, fueron objeto de un segundo ataque y una serie de anexiones por parte de los estados aliados de Napoleón en noviembre-diciembre de 1805. En respuesta, la corporación de los caballeros se disolvió el 20 de enero de 1806. Con la disolución del Imperio, los caballeros dejaron de ser libres o imperiales y quedaron a merced de los nuevos estados soberanos.
Los contemporáneos vieron la derrota de Austerlitz como un punto de inflexión de importancia histórica mundial. La Paz de Pressburg también fue percibida como un cambio radical. No afirmó los tratados anteriores de la manera habitual y su redacción parecía elevar a Baviera, Baden y Württemberg a la par del imperio, mientras que degradaba a este último a una mera confederación germana. Sin embargo, Baviera y Wurtemberg reafirmaron ante el Reichstag que estaban sujetos a la ley imperial. Algunos comentaristas argumentaron que plénitude de la souveraineté era solo una traducción francesa de Landeshoheit (la cuasi-soberanía poseída por los Estados imperiales) y que el tratado no había alterado la relación entre los miembros y el imperio.

## Formación de la Confederación del Rin
Durante la primera mitad de 1806, Baviera, Baden y Württemberg intentaron seguir un rumbo independiente entre las demandas del imperio y Napoleón. En abril de 1806, Napoleón buscó un tratado por el cual los tres estados se aliarían con Francia a perpetuidad mientras renunciaban a participar en la futura Reichskriege  y se sometían a una comisión de méditation bajo su presidencia para resolver sus disputas. A pesar de todo esto, seguirían siendo miembros del imperio. Württemberg finalmente se negó a firmar.
En junio de 1806, Napoleón comenzó a presionar a Baviera, Baden y Württemberg para la creación de la confédération de la haute Allemagne  (Confederación de la Alta Alemania) fuera del imperio. El 12 de julio de 1806, estos tres estados y otros trece príncipes alemanes menores formaron la Confederación del Rin, efectivamente un Estado satélite de Francia. El 1 de agosto, un enviado francés informó al Reichstag que Napoleón ya no reconocía la existencia del Sacro Imperio Romano Germánico y, el mismo día, nueve de los príncipes que habían formado la Confederación del Rin emitieron una proclama en la que justificaron sus acciones alegando que el Sacro Imperio Romano Germánico ya se había derrumbado y había dejado de funcionar debido a la derrota en la Batalla de Austerlitz.

## Abdicación de Francisco II

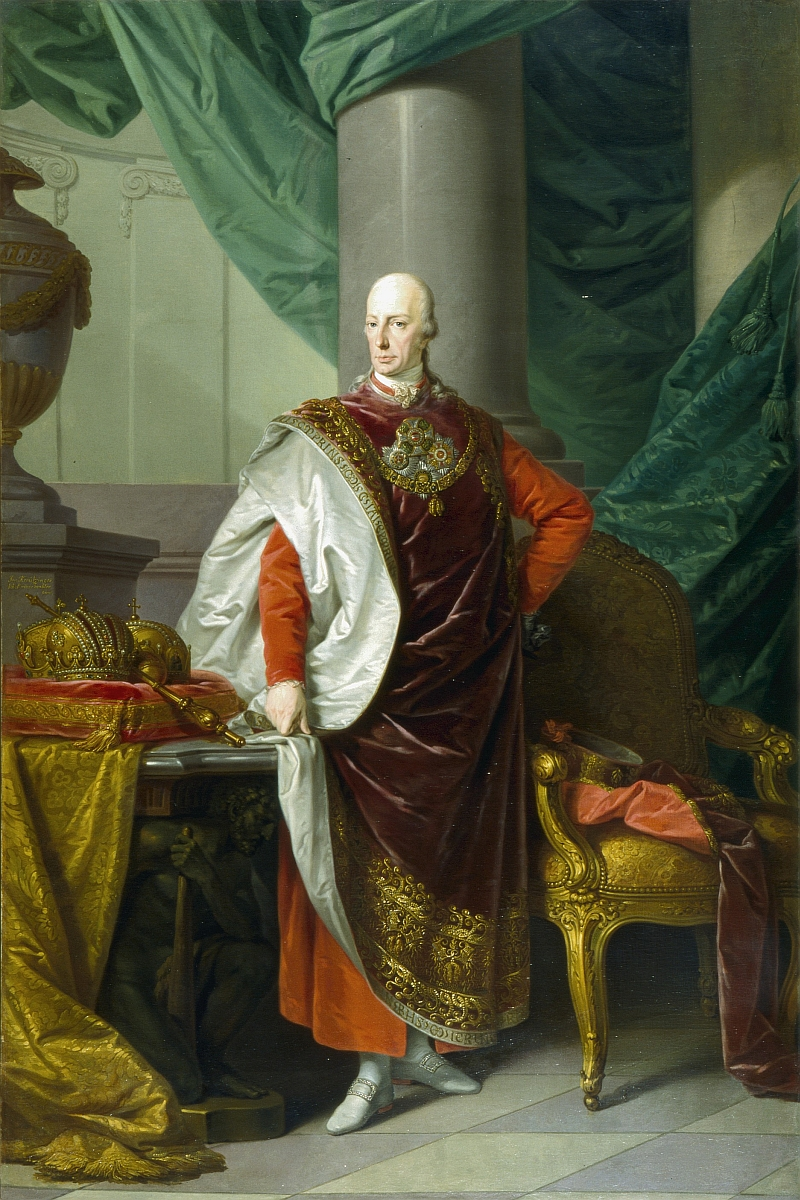
Francisco I como emperador de Austria, sin fecha, Museo de Salzburgo

Ante la asunción de Napoleón del título de "Emperador de los franceses" en 1804 y la derrota de Austria en 1805, la monarquía de los Habsburgo comenzó a contemplar si valía la pena defender el título imperial y el imperio en su conjunto. Muchos de los estados que nominalmente servían al emperador del Sacro Imperio Romano Germánico, como Baden, Württemberg y Baviera, habían desafiado abiertamente la autoridad imperial y se habían puesto del lado de Napoleón. Incluso entonces, la importancia del imperio no se basaba en el control real, sino en el prestigio.
La idea principal detrás de las acciones de Francisco II en 1806 fue sentar las bases necesarias para evitar futuras guerras adicionales con Napoleón y Francia. Una de las preocupaciones de la monarquía de los Habsburgo era que Napoleón pudiera aspirar a reclamar el título de emperador del Sacro Imperio Romano Germánico. Napoleón se sintió atraído por el legado de Carlomagno; Se habían hecho réplicas de la corona y la espada de Carlomagno para (pero no se usaron durante) la coronación de Napoleón como Emperador francés y conscientemente revivió los símbolos imperiales romanos y aspiró a crear un nuevo orden en Europa, algo parecido al dominio universal implícito en el título del Emperador de los Romanos. Sin embargo, la visión que Napoleón tenía de Carlomagno era completamente diferente de la visión alemana del antiguo emperador. En lugar de ver a Carlomagno como un rey alemán, Napoleón lo vio como un conquistador franco que había extendido el dominio francés por Europa Central e Italia, algo que Napoleón también aspiraba a lograr.
Austria tardó en responder al rápido ritmo de los acontecimientos. Ya el 17 de junio, Francisco había tomado la decisión de abdicar en el momento que parecía mejor para Austria. Klemens von Metternich fue enviado en misión a París para discernir las intenciones de Napoleón. El 22 de julio, Napoleón lo dejó claro en un ultimátum exigiendo que Francisco abdicara antes del 10 de agosto. Aun así, hasta el 2 de agosto, Joseph Haas, el jefe de la secretaría de la comisión principal, esperaba que el fin del Sacro Imperio Romano todavía pudiera evitarse. La opinión general entre el alto mando austríaco era, sin embargo, que la abdicación era inevitable y que debería combinarse con la disolución del Sacro Imperio Romano Germánico aliviando a los vasallos del emperador de sus deberes y obligaciones. Se consideró necesaria una disolución formal del imperio, ya que evitaría que Napoleón adquiriera el título imperial. Durante un interregno, los dos vicarios imperiales de Sajonia y Baviera tendrían derecho a ejercer la autoridad imperial y, dado que ambos estaban alineados con Napoleón, tal arreglo podría hacer que un Francisco abdicado (como único emperador de Austria) se convirtiera en vasallo de Napoleón (como sacro emperador romano). Aunque no hay evidencia concreta de que Napoleón Bonaparte realmente aspirara a convertirse en emperador del Sacro Imperio Romano Germánico, es posible que se entretuviera con la idea, especialmente después de haber formado la Confederación del Rin y derrotado a Austria a principios de 1806. Quizás Napoleón no pensó que el título podría combinarse con "Emperador de los franceses" (a pesar de que Francisco II era emperador tanto del Sacro Imperio Romano Germánico como de Austria) y debido a esto podría haber abandonado cualquier potencial aspiración romana ya que no lo hizo desea renunciar a su otro título imperial. Las aspiraciones romanas también se pueden extraer de la correspondencia de Napoleón con el papado; a principios de 1806, advirtió al Papa Pío VII que "Su Santidad es soberano en Roma pero yo soy su Emperador".
Más importante que temer que Napoleón usurpara potencialmente el título, la abdicación también tenía la intención de ganar tiempo para que Austria se recuperara de sus pérdidas, ya que se suponía que Francia lo haría con algunas concesiones. Aunque el título romano y la tradición de una monarquía cristiana universal todavía se consideraban prestigiosos y una herencia digna, ahora también se consideraban cosas del pasado. Con el Sacro Imperio Romano Germánico disuelto, Francisco II pudo centrar su atención en el continuo ascenso y prosperidad de su nuevo imperio hereditario, como emperador Francisco I de Austria.
En la mañana del 6 de agosto de 1806, el heraldo imperial del Sacro Imperio Romano Germánico cabalgó desde el Palacio de Hofburg hasta la Iglesia Jesuita de los Nueve Coros de Ángeles (ambos ubicados en Viena, la capital de la Monarquía de los Habsburgo), donde entregó el libro de Francisco II. Proclama oficial desde un balcón con vista a una gran plaza. Se enviaron copias escritas de la proclamación a los diplomáticos de la monarquía de los Habsburgo el 11 de agosto junto con una nota en la que se informaba a los antiguos príncipes del imperio que Austria compensaría a los que habían recibido un pago del tesoro imperial. La abdicación no reconoció el ultimátum francés, pero enfatizó que la interpretación de la Paz de Pressburg por parte de los estados imperiales hizo imposible que Francisco cumpliera con las obligaciones que había asumido en su capitulación electoral .
Los emperadores del Sacro Imperio Romano Germánico habían abdicado antes, siendo el ejemplo más notable la abdicación de Carlos V en 1558, pero la abdicación de Francisco II fue diferente. Mientras que las abdicaciones anteriores habían devuelto la corona a los electores para que pudieran proclamar un nuevo emperador, la abdicación de Francisco II disolvió simultáneamente el imperio mismo para que no hubiera más electores.

## Secuelas

### Reacciones

#### Reacciones populares

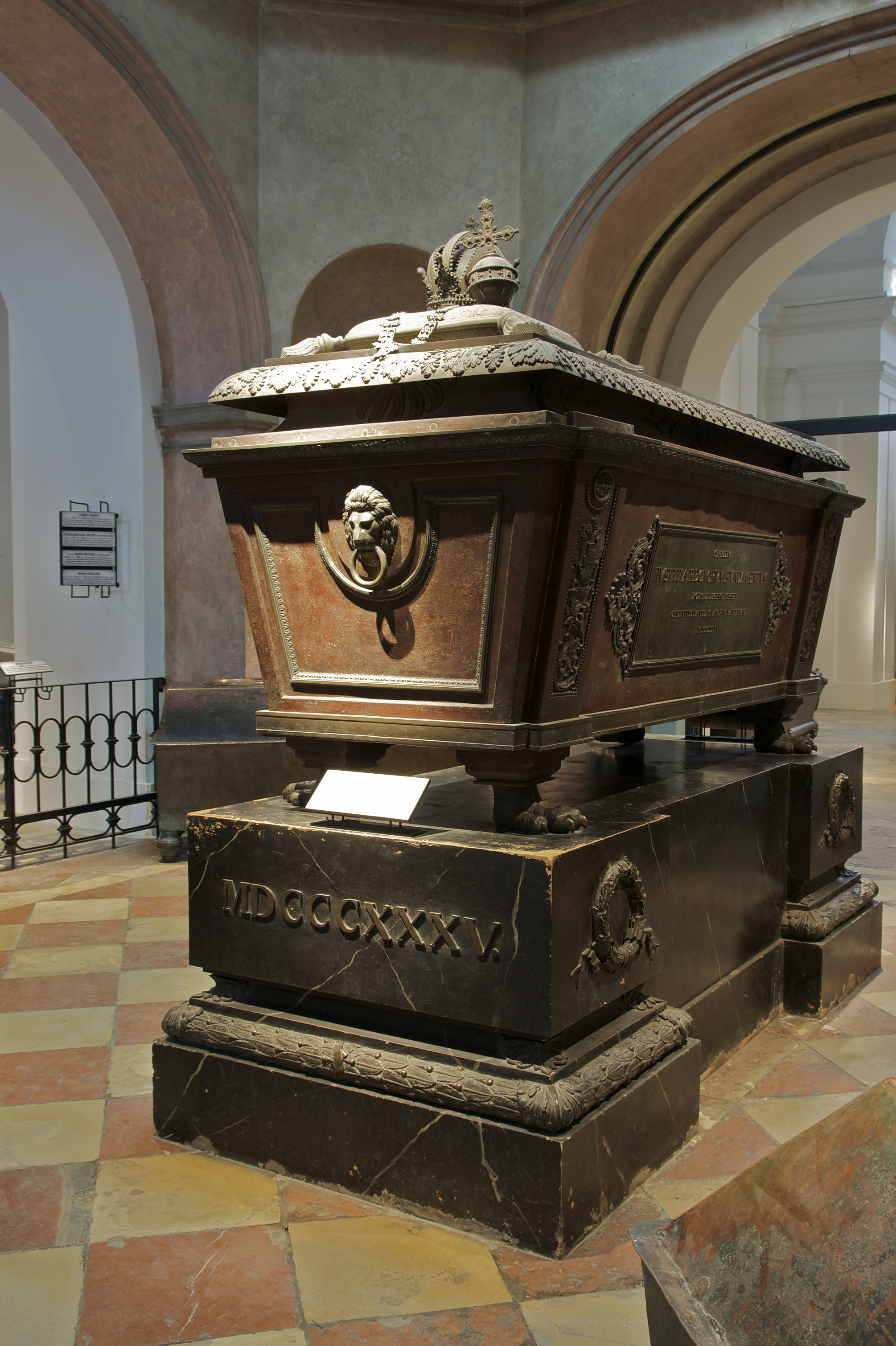
Sarcófago del emperador Francisco II en la Cripta Imperial de Viena. La placa asociada lo describe como el "último emperador romano".

El Sacro Imperio Romano Germánico, institución que había durado poco más de mil años, no pasó desapercibido. La disolución del imperio envió ondas de choque a través de Alemania, y la mayoría de las reacciones dentro de las antiguas fronteras imperiales fueron rabia, dolor o vergüenza. Incluso los signatarios de la Confederación del Rin estaban indignados; el emisario bávaro de la dieta imperial, Rechberg, declaró que estaba "furioso" por haber "puesto su firma a la destrucción del nombre alemán", refiriéndose a la implicación de su estado en la confederación, que efectivamente había condenado al imperio. Desde un punto de vista legal, la abdicación de Francisco II fue controvertida. Los comentaristas legales contemporáneos estuvieron de acuerdo en que la abdicación en sí era perfectamente legal, pero que el emperador no tenía la autoridad para disolver el imperio. Como tal, varios de los vasallos del imperio se negaron a reconocer que el imperio había terminado. Todavía en octubre de 1806, los agricultores de Turingia se negaron a aceptar el fin del imperio, creyendo que su disolución era un complot de las autoridades locales. Para muchas personas dentro del antiguo imperio, su colapso los hizo inseguros y temerosos de su futuro y del futuro de la propia Alemania. Los informes contemporáneos de Viena describen la disolución del imperio como "incomprensible" y la reacción del público en general como una de horror.
En contraste con los temores del público en general, muchos intelectuales y artistas contemporáneos vieron a Napoleón como un heraldo de una nueva era, más que como un destructor de un viejo orden. La idea popular transmitida por los nacionalistas alemanes fue que el colapso final del Sacro Imperio Romano Germánico liberó a Alemania de las ideas algo anacrónicas arraigadas en un ideal desvanecido del cristianismo universal y allanó el camino para la unificación del país como el Imperio Alemán, una nación. estado, 65 años después. El historiador alemán Helmut Rössler ha argumentado que Francisco II y los austriacos lucharon para salvar a la desagradecida Alemania de las fuerzas de Napoleón, y solo se retiraron y abandonaron el imperio cuando la mayor parte de Alemania los traicionó y se unió a Francia. De hecho, la asunción de un título imperial austríaco separado en 1804 no significó que Francisco II tuviera intenciones de abdicar de su prestigiosa posición como emperador romano, la idea solo comenzó a ser considerada cuando las circunstancias lo obligaron.
El poeta Christoph Martin Wieland, agravado por los temores de lo que ahora garantizaba la seguridad de muchos de los estados alemanes más pequeños, lamentó que Alemania hubiera caído ahora en una "época apocalíptica" y declaró "¿Quién puede soportar esta desgracia, que pesa sobre una nación que ¿Alguna vez fue tan glorioso? ¡Que Dios mejore las cosas, si todavía es posible mejorarlas! ". Para algunos, la disolución del Sacro Imperio Romano fue vista como el fin final del antiguo Imperio Romano. En palabras de Christian Gottlob von Voigt, ministro de Weimar, "si la poesía puede ir de la mano con la política, entonces la abdicación de la dignidad imperial ofrece una gran cantidad de material. El Imperio Romano ocupa ahora su lugar en la secuencia de imperios vencidos ". En palabras del historiador inglés James Bryce en su trabajo de 1864 sobre el Sacro Imperio Romano Germánico, el imperio era la "institución política más antigua de el mundo " y la misma institución que la fundada por Augusto en el 27 a. C. Al escribir sobre el imperio, Bryce afirmó que "nada vinculaba tan directamente al viejo mundo con el nuevo; nada más mostraba tantos contrastes extraños del presente y el pasado, y resumía en esos contrastes gran parte de la historia europea". Cuando se enfrentaron a la caída y el colapso de su imperio, muchos contemporáneos emplearon la catastrófica caída de la antigua Troya como metáfora, debido a su asociación con la noción de destrucción total y el fin de una cultura. La imagen del apocalipsis también se usó con frecuencia, asociando el colapso del Sacro Imperio Romano con un inminente fin del mundo (haciéndose eco de las leyendas medievales de un último emperador romano, una figura profetizada que estaría activa durante el fin de los tiempos ).
Las críticas y las protestas contra la disolución del imperio fueron típicamente censuradas, especialmente en la Confederación del Rin administrada por Francia. Entre los aspectos más criticados por la población en general estaba la eliminación o sustitución de las tradicionales intercesiones por el imperio y el emperador en las oraciones diarias de la iglesia en todo el antiguo territorio imperial. La represión francesa, combinada con ejemplos de represalias excesivas contra los defensores del imperio, aseguró que estas protestas pronto amainaran.

#### Reacciones oficiales e internacionales

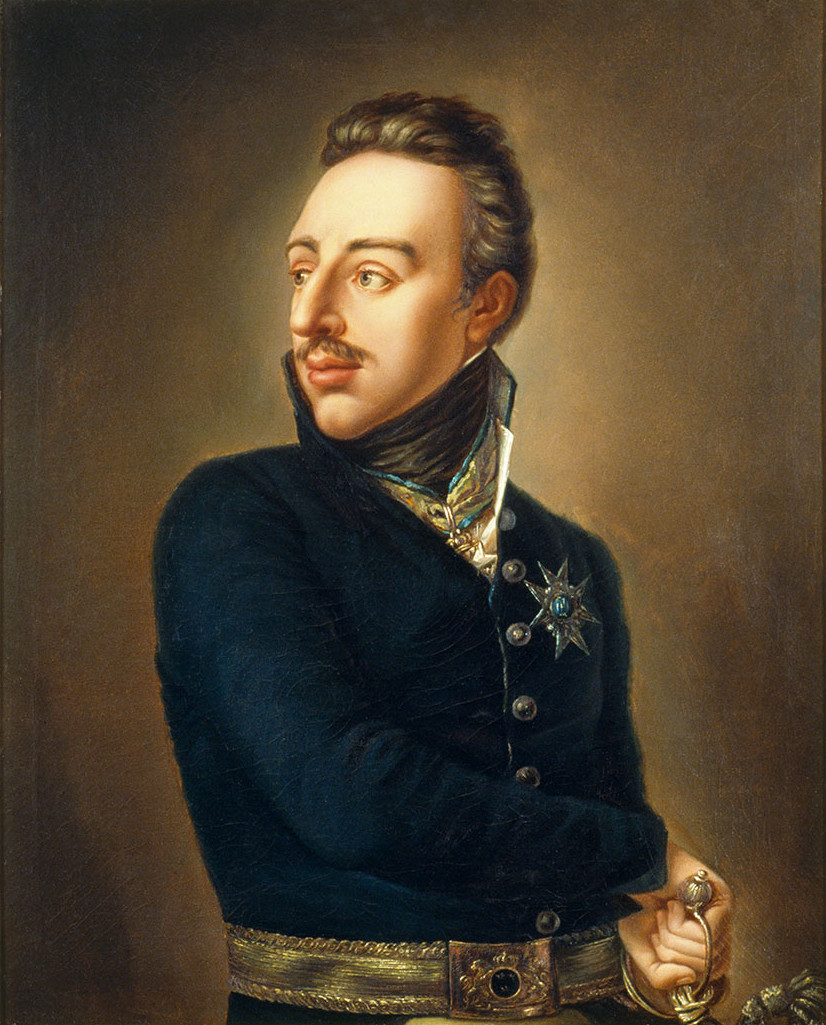
El rey Gustavo IV de Suecia, quien en 1806 emitió una proclama a sus súbditos alemanes de que la disolución del imperio "no destruiría la nación alemana".

A título oficial, la respuesta de Prusia fue sólo expresiones formuladas de pesar debido a la "terminación de un vínculo honorable santificado por el tiempo". El representante de Prusia en el Reichstag, el barón Görtz, reaccionó con tristeza, mezclada con gratitud y afecto por la Casa de Habsburgo y su antiguo papel como emperadores. Görtz había participado como emisario electoral del Electorado de Brandeburgo (el territorio de Prusia dentro de las fronteras imperiales formales) en 1792, en la elección de Francisco II como Emperador del Sacro Imperio Romano Germánico, y exclamó: "Así que el emperador a quien ayudé a elegir fue el último emperador! — Este paso era sin duda esperado, pero eso no hace que su realidad sea menos conmovedora y aplastante. Corta el último hilo de esperanza al que uno trató de aferrarse ". Barón von Wiessenberg, enviado austríaco al electorado de Hesse-Kassel, informó que el elector local, Guillermo I, había llorado y expresado su pesar por la pérdida de "una constitución a la que Alemania había debido durante tanto tiempo su felicidad y libertad".
A nivel internacional, la desaparición del imperio se encontró con reacciones mixtas o indiferentes. Alejandro I de Rusia no respondió y Christian VII de Dinamarca incorporó formalmente sus tierras alemanas a sus reinos unos meses después de la disolución del imperio. Gustav IV de Suecia (que aún no había reconocido el título imperial separado de Austria) emitió una proclamación algo provocativa a los habitantes de sus tierras alemanas (Pomerania sueca y Bremen-Verden ) el 22 de agosto de 1806, declarando que la disolución de la El Sacro Imperio Romano "no destruiría la nación germana" y expresó sus esperanzas de que el imperio reviviera.

### Posibilidad de restauración
La disolución del Sacro Imperio Romano Germánico fue constituida por la abdicación personal de Francisco II del título y la liberación de todos los vasallos y estados imperiales de sus obligaciones y deberes para con el emperador. El título de Sacro Emperador Romano (teóricamente el mismo título que el de Emperador Romano) y el propio Sacro Imperio Romano Germánico como idea e institución (el imperium teóricamente universalmente soberano) nunca fueron técnicamente abolidos. La existencia continuada de un imperio universal, aunque sin territorio definido y sin un emperador, a veces se menciona en los títulos de otros monarcas posteriores. Por ejemplo, los reyes de Saboya de Italia continuaron reclamando el título de "Príncipe y vicario perpetuo del Sacro Imperio Romano Germánico (en Italia)" (un título que se originó en una concesión imperial del siglo XIV del emperador Carlos IV a su antepasado Amadeo VI, el conde de Saboya) hasta la abolición de la monarquía italiana en 1946.
A raíz de las derrotas de Napoleón en 1814 y 1815, hubo un sentimiento generalizado en Alemania y en otros lugares que pedía el resurgimiento del Sacro Imperio Romano Germánico bajo el liderazgo de Francisco I de Austria. En ese momento, hubo varios factores que impidieron la restauración del imperio como había sido en el siglo XVIII, en particular el surgimiento de reinos más grandes y consolidados en Alemania, como Baviera, Sajonia y Württemberg, así como el interés de Prusia en convertirse en una gran potencia en Europa (en lugar de seguir siendo vasallo de los Habsburgo). Incluso entonces, la restauración del Sacro Imperio Romano Germánico, con una estructura política interna modernizada, no había estado fuera de alcance en el  Congreso de Viena de 1814-1815 (que decidió las fronteras de Europa después de la derrota de Napoleón). Sin embargo, el emperador Francisco había llegado a la conclusión antes del congreso de que la estructura política del Sacro Imperio Romano Germánico no habría sido superior al nuevo orden en Europa y que restaurarlo no redundaba en interés de la monarquía de los Habsburgo. A título oficial, el papado consideró que el hecho de que el Sacro Imperio Romano no fuera restaurado en el Congreso de Viena (junto con otras decisiones tomadas durante las negociaciones) era "perjudicial para los intereses de la iglesia católica y los derechos de la Iglesia".
En lugar del Sacro Imperio Romano Germánico, el Congreso de Viena creó la Confederación Germánica, que fue dirigida por los emperadores austríacos como "cabezas del poder que preside" pero esto resultaría ineficaz. La Confederación fue debilitada por la revolucion alemana de 1848, después de lo cual el Parlamento de Frankfurt, elegido por el pueblo de la Confederación, intentó proclamar un Imperio Alemán y designar a Federico Guillermo IV de Prusia como su emperador. El propio Federico Guillermo IV no aprobó la idea, sino que favoreció la restauración del Sacro Imperio Romano Germánico bajo los Habsburgo de Austria, aunque ni los propios Habsburgo ni los revolucionarios alemanes, todavía activos en ese momento, habrían aprobado esa idea.

### Imperios sucesores y legado

El Imperio alemán (azul) y el Imperio austrohúngaro (rojo) en 1914

En el Imperio austríaco, la dinastía de los Habsburgo siguió actuando como sustituto de la nacionalidad, aunque el título imperial austríaco no estaba asociado (a diferencia de, por ejemplo, los títulos imperiales francés o ruso) con ninguna nacionalidad en particular. Aunque los vasallos alemanes del Sacro Imperio Romano Germánico habían sido liberados de sus obligaciones, Francisco II y sus sucesores continuaron gobernando una gran población de habla alemana y las insignias imperiales del Sacro Imperio Romano Germánico continuaron manteniéndose dentro de sus dominios (y deben este día almacenado y exhibido en el Tesoro Imperial en el palacio de Hofburg en Viena). La dinastía mantuvo su posición prominente entre las familias reales de Europa y, a los ojos de muchos, seguía siendo la única verdadera familia imperial. Aunque el nuevo Imperio Austriaco carecía de muchos de los elementos clave del Sacro Imperio Romano Germánico, permaneció cerca en la práctica y en los ideales del imperio anterior a 1806. En muchos aspectos, los emperadores de Austria continuaron actuando como protectores de la Iglesia Católica, tal como lo habían hecho los emperadores del Sacro Imperio Romano Germano antes que ellos. Durante su encarcelamiento de 1809-1814 en Francia y después de su posterior liberación, el Papa Pío VII miró al emperador Francisco como el protector de la iglesia y la fe, por ejemplo, solicitando al emperador que lo ayudara a restablecer los Estados Pontificios.
A raíz de la abdicación de Francisco II, el nuevo Imperio austríaco tomó medidas para distanciarse del imperio más antiguo. Los símbolos y títulos formales de la monarquía austríacas se modificaron para enfatizar a Austria como una entidad distinta. Debido a que el término Kaiserthum Österreich (Imperio Austriaco) había entrado en el habla cotidiana, la monarquía pronto eliminó el prefijo original "hereditario", que se había utilizado de 1804 a 1806 para enfatizar la diferencia entre Austria y el Sacro Imperio Romano Germánico.
Además del Imperio austríaco (y Francia bajo Napoleón), el reclamante potencial más prominente del legado del Sacro Imperio Romano Germánico (en el sentido de gobernar Alemania) tras su colapso y disolución fue el Reino de Prusia, gobernado por la Casa de Hohenzollern . Junto a las crecientes tierras de la corona de los Habsburgo, Prusia representó la única gran potencia en Europa Central durante el último siglo del dominio imperial del Sacro Imperio Romano Germánico. Con frecuencia se rumoreaba que los prusianos tenían ambiciones de ser emperadores, y se rumoreaba que Federico II de Prusia era un candidato al puesto de emperador del Sacro Imperio Romano Germánico en 1740. Federico II y otros reyes prusianos rechazaron estas ideas mientras permanecían bajo el dominio imperial, argumentando que el territorio y el poder adicionales serían más beneficiosos que el título imperial. En 1795 y nuevamente en 1803 y 1804, los representantes franceses sugirieron que Prusia podría convertir sus territorios del norte de Alemania en un imperio, pero los Hohenzollern no estaban interesados en seguir adelante con ese plan. Aunque los gobernantes prusianos y sus funcionarios expresaron su pesar por el colapso del Sacro Imperio Romano Germánico desde 1792 en adelante, también criticaron la nostalgia por la historia alemana bajo el dominio imperial. Los prusianos veían las posibilidades de supervivencia del Sacro Imperio Romano Germánico como muy bajas y veía a los franceses como los verdaderos sucesores de los antiguos carolingios, un enemigo que creían que no podía ser derrotado por los medios militares normales.

Los estados modernos de Alemania, considerados por algunos como sucesores de los estados alemanes del Sacro Imperio Romano Germánico

La renuencia de los Hohenzollern a asumir un título imperial cambió en 1806, ya que temían que con la formación de la Confederación del Rin y la disolución del Sacro Imperio Romano Germánico, Napoleón pudiera aspirar a reclamar la hipotética posición de "Emperador de Alemania". Aunque se hicieron preparativos para crear una "unión imperial" en el norte de Alemania, con un emperador de la dinastía Hohenzollern, estos planes se abandonaron en septiembre de 1806 después de que encontraron poco apoyo y el emperador Alejandro I de Rusia se opuso a ellos. Debido a que los Hohenzollern carecían de ascendencia imperial, no se veían a sí mismos como una dinastía imperial e, incluso después de las últimas derrotas de Napoleón en 1813 y 1815, su posición cambió poco. A pesar de que Alemania se unificó en el Imperio alemán en 1871 bajo el emperador de los Hohenzollern Guillermo I, la proclamación del nuevo imperio fue ideológicamente problemática y los Hohenzollern se sintieron incómodos con sus implicaciones. Se intentó asociar el Imperio Alemán con las instituciones del Sacro Imperio Romano Germánico, pero sus emperadores continuaron enumerándose después de los reyes de Prusia; El emperador Federico III ( r . 1888) fue enumerado después de su predecesor como rey, Federico II, no después del anterior Federico imperial (el emperador Federico III del siglo XV, el  nuevo Federico habría sido Federico IV).
Tanto el Imperio alemán como Austria-Hungría, la monarquía dual gobernada por Habsburgo, cayeron en 1918 a raíz de la Primera Guerra Mundial . A lo largo de los siglos, los muchos estados del Sacro Imperio Romano Germánico evolucionarían hasta convertirse en los 16 estados modernos de Alemania . Como entidades políticas parcialmente soberanas, los estados alemanes, especialmente en áreas administradas de forma más o menos independiente como la cultura y la educación, se remontan al antiguo imperio. Los historiadores Norman Stone y Johannes Burkhardt han comparado el Sacro Imperio Romano Germánico, especialmente en lo que respecta a sus estados componentes administrados localmente, con la moderna República Federal de Alemania, con Burkhardt escribiendo que "puedo afirmar inequívocamente que el Antiguo Reich  fue el verdadero predecesor de la República Federal de Alemania "y Stone escribe, con respecto a la fundación de la república moderna, que" Esta vez [ha sido] una Alemania menos Prusia y Austria. Fue un regreso al antiguo Sacro Imperio Romano Germánico, a una Alemania donde existía una verdadera civilización a un nivel muy local, el del príncipe y el obispo ".
A pesar de que el Sacro Imperio Romano finalmente no pudo evitar la guerra con Francia, el papel nominal del último imperio en el trabajo por la paz y la formación de una especie de hegemonía y asociación flexible, ofreció una alternativa tanto a la monarquía absoluta universal del Imperio francés de Napoleón como a la república universal defendida por la Francia revolucionaria, y sirvió de modelo para las constituciones de los organismos y organizaciones internacionales del futuro como la unión  europea.

### Citas
1. 1 2 3 4 5  Wilson, 2009, p. 25.
2. 1 2 3  Wilson, 2009, p. 27.
3. ↑  Wilson, 2006, p. 709.
4. 1 2 3 4  Wilson, 2009, p. 28.
5. 1 2  Orford, 2009, p. 981.
6. 1 2  Bryce, 1864, p. 2.
7. 1 2 3  Muldoon, 1999, p. 115.
8. 1 2  Orford, 2009, p. 989.
9. 1 2 3  Blanning, 2012, p. 68.
10. 1 2  Wilson, 2009, p. 23.
11. ↑  Wilson, 2009, p. 24.
12. 1 2  Blanning, 2012, p. 67.
13. ↑  Blanning, 2012, p. 60.
14. ↑  Wilson, 2006, p. 712.
15. ↑  Wilson, 2006, p. 713.
16. ↑  Wilson, 2006, p. 714.
17. ↑  Wilson, 2006, pp. 719–720.
18. 1 2 3 4 5  Wilson, 2006, p. 723.
19. ↑  Renna, 2017, p. 57.
20. 1 2 3 4  Wilson, 2009, p. 26.
21. ↑  Harrison, 2017, p. 687.
22. 1 2  Wilson, 2009, p. 31.
23. 1 2  Wilson, 2009, p. 32.
24. ↑  Wilson, 2006, p. 725.
25. 1 2  Wilson, 2006, p. 726.
26. 1 2  Whaley, 2012, pp. 634–635.
27. 1 2  Whaley, 2012, p. 636.
28. ↑  Godsey, 2004, p. 145.
29. 1 2 3  Whaley, 2012, p. 637.
30. 1 2 3 4  Wilson, 2009, p. 33.
31. ↑  Wilson, 2009, p. 30.
32. ↑  Wilson, 2009, p. 34.
33. 1 2  Whaley, 2012, pp. 643–644.
34. ↑  Wilson, 2006, p. 730.
35. 1 2 3 4  Wilson, 2006, p. 731.
36. ↑  Wilson, 2006, p. 727.
37. ↑  Lentz, 2008, p. 20 (65).
38. ↑  Lentz, 2008, p. 21 (66).
39. ↑  Wilson, 2006, p. 732.
40. 1 2 3  Burgdorf, 2012, p. 52.
41. 1 2  Blanning, 2012, p. 69.
42. ↑  Wilson, 2006, p. 733.
43. ↑  Gagliardo, 1980, p. 281.
44. ↑  Burgdorf, 2012, p. 55.
45. ↑  Burgdorf, 2012, p. 58.
46. 1 2 3 4  Wilson, 2006, p. 734.
47. ↑  Wilson, 2006, p. 711.
48. ↑  Burgdorf, 2012, p. 59.
49. ↑  Burgdorf, 2012, p. 56.
50. ↑  Burgdorf, 2012, pp. 60–61.
51. ↑  Burgdorf, 2012, p. 63.
52. ↑  Burgdorf, 2012, p. 64.
53. 1 2  Wilson, 2006, p. 735.
54. ↑  Burgdorf, 2012, p. 54.
55. ↑  Datta, 1834, p. 174.
56. ↑  Davies, 2012.
57. 1 2  Flockerzie, 1990, p. 662.
58. ↑  Chaloupek, 2015, p. 2.
59. ↑  The Affairs of Italy, 1847, p. 114.
60. ↑  Morris, 1977, p. 518.
61. 1 2  Wilson, 2009, p. 36.
62. ↑  Berg, 2010, p. 52.
63. ↑  Wilson, 2009, p. 35.
64. ↑  Watson, 2014, pp. 536–540.
65. ↑  Blanning, 2012, p. 70.